# Rubigula
Rubigula és un dels gèneres d'ocells, de la família dels picnonòtids (Pycnonotidae).

## Taxonomia
Segons la classificació del Congrés Ornitològic Internacional (versió 13.2), aquest gènere conté 5 espècies:
- Rubigula flaviventris - Bulbul crestanegre.
- Rubigula gularis - Bulbul de gorja taronja.
- Rubigula melanictera - Bulbul encaputxat.
- Rubigula dispar - Bulbul gorja-roig.
- Rubigula montis - Bulbul de Borneo.